# Spiceland
Spiceland és una població dels Estats Units a l'estat d'Indiana. Segons el cens del 2000 tenia 807 habitants.

## Demografia
Segons el cens del 2000, Spiceland tenia 807 habitants, 327 habitatges, i 240 famílies. La densitat de població era de 708,1 habitants/km².
Dels 327 habitatges en un 30,3% hi vivien nens de menys de 18 anys, en un 64,2% hi vivien parelles casades, en un 7,6% dones solteres, i en un 26,6% no eren unitats familiars. En el 24,2% dels habitatges hi vivien persones soles el 12,2% de les quals corresponia a persones de 65 anys o més que vivien soles. El nombre mitjà de persones vivint en cada habitatge era de 2,47 i el nombre mitjà de persones que vivien en cada família era de 2,92.
Per edats la població es repartia de la següent manera: un 25% tenia menys de 18 anys, un 7,7% entre 18 i 24, un 30,7% entre 25 i 44, un 23,9% de 45 a 60 i un 12,6% 65 anys o més.
L'edat mediana era de 36 anys. Per cada 100 dones de 18 o més anys hi havia 88,5 homes.
La renda mediana per habitatge era de 45.875 $ i la renda mediana per família de 54.904 $. Els homes tenien una renda mediana de 37.333 $ mentre que les dones 28.393 $. La renda per capita de la població era de 20.419 $. Entorn del 2,3% de les famílies i el 2,5% de la població estaven per davall del llindar de pobresa.

## Poblacions més properes
El següent diagrama mostra les poblacions més properes.